# Dicyrtomina flavosignata
Dicyrtomina flavosignata är en urinsektsart som först beskrevs av Tycho Fredrik Hugo Tullberg 1871.  Dicyrtomina flavosignata ingår i släktet Dicyrtomina, och familjen Dicyrtomidae. Arten är reproducerande i Sverige.